# Taniec erotyczny

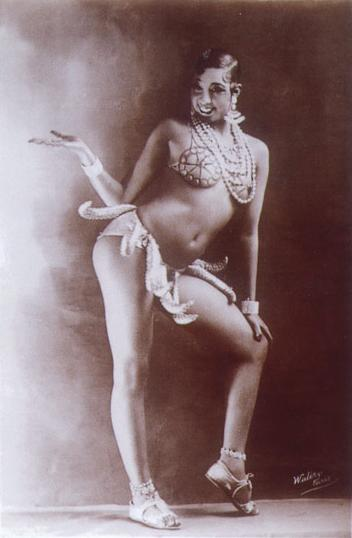
Josephine Baker w tańcu kabaretowym

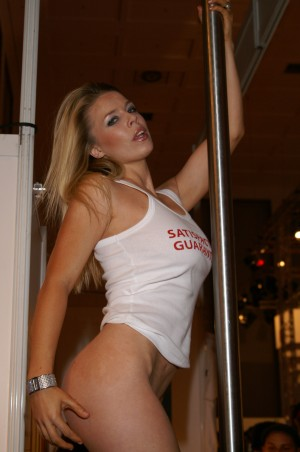
Striptizerka Kelly Stafford podczas tańca na rurze

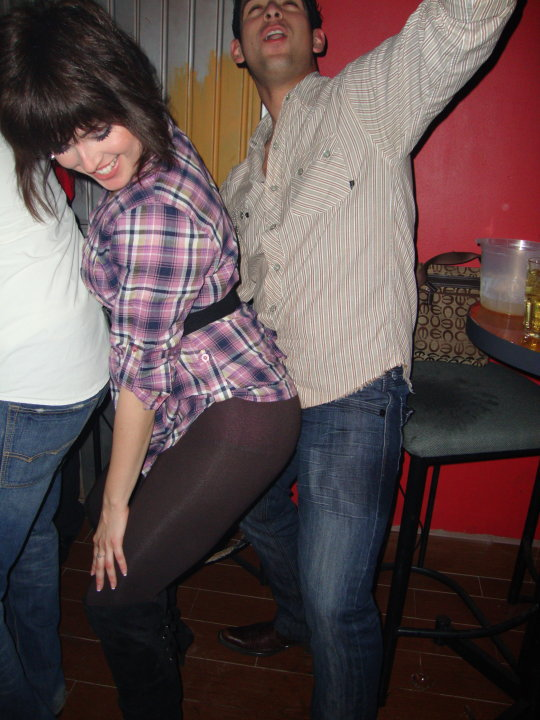
Mężczyzna i kobieta w trakcie grindingu

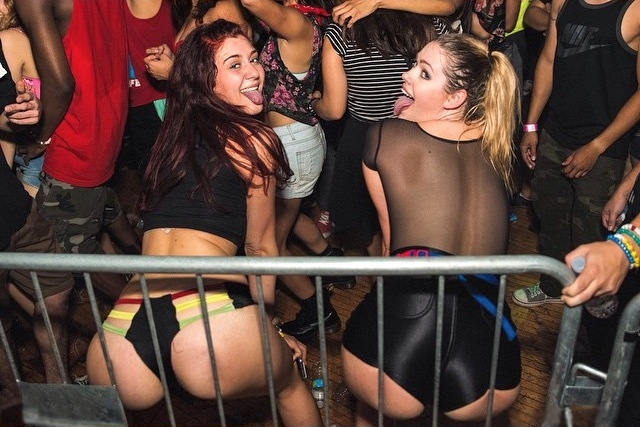
Dwie dziewczyny wykonujące twerking

Taniec erotyczny – taniec służący bezpośrednio wzbudzeniu podniecenia seksualnego widza, bądź uczestnika.

## Charakterystyka ogólna
W trakcie tańca erotycznego podniecenie wywołuje się odsłoniętym lub słabo osłoniętem nagim ciałem tancerki lub tancerza. Stosowany strój eksponuje intymne miejsca ciała. Ruchy tancerza lub tancerki imitują ruchy frykcyjne lub też ewentualne inne działania mające na celu skojarzyć taniec z grą miłosną lub stosunkiem seksualnym. Choreografia zmienia się  zależności od sytuacji i uwarunkowań kulturalnych, więc i sam taniec erotyczny spotykany jest w rozmaitych odmianach:
- taniec na rurze[4]
- striptiz
- twerking
- grinding
- taniec go-go[5]
- daggering[6]  Osobny artykuł: Dancehall.
- sandungueo[7]
- sexy dance

Z czasem elementy tańca erotycznego przyjęły się w charakterze elementów dbania o zdrowie i figurę, a więc swoistych ćwiczeń gimnastycznych. Zdarzają się jednak przeciwne opinie.

## Sexy dance
Sexy dance ma swoje korzenie w burlesce, dancehallu, high heels, czy tańcach latynoamerykańskich. Jest to połączenie elementów wielu stylów tanecznych takich jak: latino solo, twerk, taniec brzucha, dancehall, burleska, jazz czy taniec współczesny. Sexy dance to po prostu określenie charakteru tańca, który adaptuje wymienione techniki taneczne, ale pokazuje je w swoim własnym, odrębnym stylu.
Historia tego tańca sięga początków XXI wieku, kiedy to sexy dance stał się podstawą choreografii w teledyskach i na trasach koncertowych najpopularniejszych wokalistek z całego świata, takich jak Beyoncé, Shakira, Britney Spears czy Rihanna. Charakteryzuje się on kocimi ruchami, frywolną i kokieteryjną wymową tańca. Sexy dance często używany jest wymiennie z określeniem „erotic dance” lub „high heels”
Sexy dance wykonuje  się na wysokich obcasach, jednak może być także praktykowany w sportowym obuwiu lub boso. Zasadniczo ma wydźwięk erotyczny i może być tańczony do różnego rodzaju muzyki, dynamicznej, ekspresyjnej lub zmysłowej, jednak bywają odstępstwa.

## Stan prawny
Początkowo taniec erotyczny kojarzony był z dość prymitywnym rodzajem rozrywki, praktykowanym w klubach nocnych, często powiązanym wprost z pokazami striptizu czy wręcz prostytucją. Z czasem pojawiło się wiele odmian, często w wersjach soft, a sam taniec awansował do mian sztuki i pokazów artystycznych. Mimo to, zależnie od interpretacji oraz lokalnie przyjętych zasad kulturalnych bywa, że do dziś budzi kontrowersje, a nawet bywa penalizowany.
Na gruncie polskim dylemat, czy taniec erotyczny jest usługą kulturalną, musiał rozstrzygnąć dyrektor Krajowej Informacji Skarbowej. O interpretację indywidualną bowiem w sprawie podatku VAT zwróciła się kobieta, która prezentowała „autorskie pokazy erotyczne” na portalu umożliwiającym otrzymywanie elektronicznych „żetonów” od fanów. Uważała, że ze względu na artystyczny i autorski charakter występów przysługiwało jej zwolnienie z podatku od towarów i usług czyli VAT-u. Podnosiła kwestie, że były to utwory sceniczne taneczne i sceniczno-muzyczne. Spektakle-pokazy były indywidualnym przekazem dla widza wzbogaconym o elementy tańca. Najczęściej tematem była erotyka życia codziennego oraz fantazje. Ponadto odnosiły się one do „kultury erotyki”, w tym przypadku „kultury erotyki azjatyckiej”. Dyrektor KIS analizując sprawę stwierdził, że pokazy prowadzone przez kobietę są niewątpliwie artystycznymi wykonaniami w rozumieniu ustawy o prawie autorskim i prawach pokrewnych, jednak trudno zgodzić się, że świadczone przez kobietę usługi mają charakter kulturalny. Jak uzasadnił dyrektor KIS, nie każda usługa twórcy musi być usługą kulturalną, zaś celem pokazu erotycznego jest zasadniczo wywołanie pobudzenia seksualnego, a nie dostęp do kultury i dziedzictwa narodowego.
W Wielkiej Brytanii kluby erotyczne klasyfikowane były, jako miejsca świadczące usługi seksualne. Kilka lat temu rząd złagodził prawo i obecnie klub ze striptizem ma identyczny status jak każdy inny punkt usługowy. Istniejące jednak zasady i obostrzenia zakazujące zbliżania się tancerek i klientów na określoną odległość, nie są jednak respektowane.
Popularny na Jamajce daggering, również obecnie wzbudza szereg kontrowersji, a co za tym idzie w 2009 rząd Jamajki zakazał prezentowania w radiu i TV utworów i wideo, z tego typu erotyczną zawartością. Podobnie sytuacja wygląda na Kubie, czy nawet w niektórych stanach USA.